# PepsiCo
A PepsiCo Inc. amerikai élelmiszer-, snack- és italgyártó vállalat, központja az Egyesült Államokban, New York államban, Purchase-ben található. 1965-ben alakult a Pepsi-Cola Company és a Frito-Lay Inc. egyesülésével. 2004-ben 143 000 embert foglalkoztatott világszerte. Fő területe az élelmiszer- és üdítőital-gyártás, legismertebb termékei a Coca-Cola riválisaként ismert Pepsi, a Mirinda, a 7up, a Lay's és a Doritos. A PepsiCo 2024-ben közel 92 milliárd dolláros nettó árbevételt ért el.

## Története
Több mint egy évszázaddal ezelőtt egy észak-karolinai patikában Caleb D. Bradham gyógyszerész fejéből pattant ki a Pepsi-Cola receptje. Az üdítő nedűé, amely mára a világ egyik legismertebb és legkedveltebb termékévé és márkájává nőtte ki magát. A sikermárka és még több tucat ismert termék mögött egy folyamatosan változó, fejlődő vállalatbirodalom, a PepsiCo áll.
Nem valószínű, hogy a kis New Bern-i patika pultja mögött állva Bradham valaha is előre látta volna: az általa alapított piciny vállalkozás egy szép napon a világ egyik legnagyobb élelmiszeripari óriásává növi ki magát. Ugyanezt mondhatjuk el arról a Herman W. Lay-ről, aki memphisi otthonában egykor saját fejlesztésű receptje alapján gyártani kezdte különleges burgonyachipseit, vagy Elmer Doolinról, aki egy újféle snacket, a kukoricachipset találta ki San Antonióban.
A három üzletember által létrehozott vállalkozások évtizedekig egymástól függetlenül működtek. 1961-ben azonban a két chipsgyártó, a Frito Company és a H. W. Lay & Company egyesülésével megszületett a Frito-Lay, s négy évvel később, 1965-ben a Pepsi-Cola és Frito-Lay összeolvadásával egy új cég, egy igazi élelmiszeripari óriás jött létre: a PepsiCo. Az azóta eltelt közel negyven évben a PepsiCo a világ egyik legnagyobb fogyasztási cikkeket gyártó vállalatbirodalma lett.
A vállalat üdítőital- és snackmárkái a föld szinte minden pontján, több mint százkilencvenöt országban kaphatók. A Pepsi továbbra is elkötelezett a jó minőségű, a fogyasztók által kedvelt termékek fejlesztése, előállítása és forgalmazása iránt. Ez a PepsiCo világraszóló sikerének titka.
A PepsiCo az elmúlt évtizedben különösen sikeres éveket tudhat maga mögött. Szárnyalását annak köszönheti, hogy legfőbb riválisánál jóval hamarabb kezdte szélesíteni kínálatát, elsősorban a fogyasztók által egyre inkább preferált, az egészséges életmódhoz illeszkedő termékekből.
A két nagy kólaóriás útja 2000-ben vált látványosan ketté, amikor a PepsiCo megvásárolta a Gatorade sportitalt, és a világ legnépszerűbb sportitalává tette. Az amerikai sportitalfogyasztás nyolcvan százalékát például ez a termék adja. Ugyancsak jelentős előnnyel vezet Tropicana márkája a világ gyümölcslevei között és a Lipton Ice Tea család a jeges teák piacán.
A PepsiCo forgalmának ma már mindössze húsz százaléka származik a kóla, illetve más szénsavas üdítőitalok értékesítéséből, bevételének nyolcvan százalékát ugyanis a vásárlók által egyre jobban keresett egyéb ital- és élelmiszermárkák adják.
1997-ig tulajdonában volt a KFC (Kentucky Fried Chicken), a Pizza Hut és a Taco Bell, de ezen gyorsétteremláncokat kiszervezték, és Tricon Global Restaurants néven új vállalattá alakultak. (Ezt a vállalatot ma már Yum! Brands-nek hívják.)

## Vállalatirányítás
A PepsiCo jelenlegi vezetőtestületének tagjai: Zein Abdalla, Saad Abdul-Latif, John Compton, Massimo D'Amore, Eric J. Foss és Indra K. Nooyi elnök.

### Előző vezérigazgatók
- John Sculley
- Donald M. Kendall
- Wayne C. Calloway
- Steven Reinemund

## Minősítés
A PepsiCo a Human Rights Campaign (magyarul: Emberi Jogok Kampány) Corporate Equality Index-én (magyarul: Vállalati Egyenlőségi Index) 100%-os minősítést kapott.

## A PepsiCovédjegyei
(vastagon a Magyarországon is forgalmazott termékek)
- Aquafina
- Evervess
- Fiesta
- Frawg
- Fruko
- Gatorade
- Kas
- Manzanita Sol
- Mirinda
- Mountain Dew
- Mug Root Beer
- Paso de los Toros
- Pepsi
- Quaker Oats
- Radical Fruit
- Shani
- Sierra Mist
- Slice
- SoBe
- Teem
- Tropicana
- Walkers
- Yedigun

### Együttműködésben forgalmazott termékek
(vastagon a Magyarországon is forgalmazott termékek)
- 7 Up (nemzetközi forgalmazás)
- Frappuccino
- Starbucks DoubleShot
- Mandarin (licenc)
- D&G (licenc)
- Lipton Brisk
- Lipton Ice Tea
- Dole gyümölcslevek és gyümölcsitalok (licenc)
- Sunny Delight (a PepsiCo gyártja a Procter & Gamble számára)
- Dr Pepper

### Leállított termékek
- All Sport: A Pepsi válasza a gyorsan növekvő sportitalok piacán az All-Sport szénsavas üdítőital volt. A riválisok, a Gatorade és a Powerade ezzel szemben nem tartalmaztak szénsavat. A Quaker Oats 2001-es felvásárlásával (ehhez a csoporthoz tartozott a Gatorade is) az All Sports feleslegessé vált, így gyártását leállították.
- FruitWorks: Eper-sárgadinnye, őszibarack-papaya, mandarin-citrom, alma-málna és piros limonádé ízekben gyártották. Másik két változatát, a vérnarancs, illetve guajáva bogyó ízesítésűt csak Hawaii-n forgalmazták.
- Josta: 1995-ben indult
- Kona: 1997-ben indult
- Mazagran: 1995-ben indult
- Patio: termékcsalád az 1960-as évek végén
- Smooth Moos: 1995-ben indult
- Storm: 1998. március 15-én indult a Sierra Mist felváltásával
- Matika: 2001 augusztusában indult tea/üdítőital, nádcukorral és ginzenggel, Dragonfruit Potion, Magic Mombin, Mythical Mango, Rising Starfruit, Skyhigh Berry fantázianevű ízesítésekkel.
- Mr. Green (Sobe)

## Étteremláncok
A PepsiCo tulajdonához tartozott számos étteremlánc is. Egészen az 1997-es üzleti évig, amikor is a legtöbbet eladta, míg néhányukat kiszervezte egy külön cégbe, a Tricon Global Restaurants-ba (mai nevén Yum! Brands).
- California Pizza Kitchen (megvéve: 1992, eladva az alapítónak: 1997)
- Chevys Fresh Mex (megvéve: 1993. augusztus, eladva: 1997. május (a J. W. Childs Equity Partners-nek)
- D'Angelo Sandwich Shops (eladva: 1997. augusztus (a Papa Gino's-nek)
- East Side Mario's (megvéve: 1993. december, eladva 1997 eleje (a Marie Callender's-nek)
- Hot'n Now (megvéve: 1990, eladva: 1997)
- KFC (Kentucky Fried Chicken) (megvéve: 1986. október (a RJR Nabisco-tól), kiszervezve: 1997. október)
- Taco Bell (megvéve: 1978, kiszervezve: 1997. október)
- Pizza Hut (megvéve: 1977, kiszervezve: 1997. október)